# Perissus scutellatus
Perissus scutellatus là một loài bọ cánh cứng trong họ Cerambycidae.